# 葵 (女優)
葵（あおい、1989年2月15日 - ）は、日本の俳優、ファッションモデル。本名非公開。
アイドルグループS★スパイシーに所属していた。
東京都出身。元スターダストプロモーション所属。

## 人物
- 趣味は、音楽鑑賞と買い物、ソフトテニス。
- 好きな食べ物は、とうもろこしの天ぷら（ブログで紹介）。甘党でもあり、特にチョコが大好物。
- かなりの愛犬家である。
- 目標とする女優は、柴咲コウ。

## 来歴
- 3姉妹の次女として東京都に生まれる[3]。中学生時代に池袋でスカウトされ、2004年にデビュー。29代目のクラリオンガールに選出される。
- 2007年、日テレジェニック2007に選出される。
- 2008年1月、ファッション雑誌『Ray』専属モデルになる。
- 同年2月、東京マラソンに出場。
- 2009年2月、ファッション雑誌『Ray』専属モデル 卒業。同年7月より栗田萌、真下玲奈、花形綾沙と共にユニット『S★スパイシー』を結成し、1年半活動した。
- 2017年3月30日付で公式ブログが閉鎖された[2]。

## 出演

### テレビドラマ
- 雨と夢のあとに（2005年4月15日 - 6月17日、テレビ朝日） - 岡田雪菜 役
- 1リットルの涙（2005年10月11日 - 12月20日、フジテレビ） - 富田圭子 役
- あのこがほしい（2005年12月23日 - 12月29日、Sky PerfecTV!） - 有里 役
- チェケラッチョ in TOKYO（2006年4月12日 - 6月15日、フジテレビ） - 河野綾 役
- 怨み屋本舗（2006年7月14日 - 9月29日、テレビ東京） - 杉河里奈 役
  - スペシャル 家族の闇 モンスター・ファミリー（2008年1月6日）
  - スペシャル II マインドコントロールの罠（2009年1月7日）
  - REBOOT（2009年7月3日 - 9月25日）
- 天使の梯子（2006年10月22日、テレビ朝日） - 香川由里役 役
- 恋する日曜日 ニュータイプ 「ひとりぼっちの魔女」（2006年12月9日、BS-i） - 古瀬美樹 役
- ぼくだけの☆アイドル（2007年1月1日、テレビ東京） - 安西桜子 役
- 夏雲あがれ（2007年6月7日 - 7月5日、NHK） - 梅 役
- ガリレオ（2007年10月15日 - 12月17日、フジテレビ） - 谷口紗江子 役
- 4姉妹探偵団 第5話（2008年2月15日、朝日放送 / テレビ朝日） - 上田マキ 役
- 恋空（2008年8月2日 - 9月13日、TBS） - 亜矢 役
- 東京少女 草刈麻有 「最高のラブレター」（2008年10月25日、BS-i） - 美奈代 役
- オトメン（乙男） 秋 第2話（2009年10月20日、フジテレビ）
- LIAR GAME Season 2 第5話（2009年12月8日、フジテレビ）
- スペシャルドラマ ストロベリーナイト（2010年11月13日、フジテレビ） - 丸田サツキ 役
- 名前をなくした女神  第2・4・7話（2011年4月19日・5月3日・24日、フジテレビ） - ユキ 役
- 美男ですね（2011年7月15日 - 9月23日、TBS） - 七海 役
- ハンチョウ5〜警視庁安積班〜 第3話（2012年4月23日、TBS）
- PRICELESS〜あるわけねぇだろ、んなもん!〜 第1話（2012年10月22日、フジテレビ）
- LAST HOPE 第3話（2013年1月29日、フジテレビ）
- 幽かな彼女 第4話（2013年4月30日、関西テレビ） - 冨美 役
- HERO 第2話（2014年7月21日、フジテレビ） - 里穂 役
- Nのために 第7話（2014年11月28日、TBS） - あかね 役
- 問題のあるレストラン 第10話（2015年3月19日、フジテレビ） - 花田 役

### 映画
- スパイ道 女スパイ編 「一日スパイまどか」（2005年12月17日、スローラーナー） - まどか 役
- チェケラッチョ（2006年4月22日、東宝） - 河野綾 役
- 笑う大天使（2006年7月15日、アルバトロス・フィルム） - 綾乃 役
- 容疑者Xの献身（2008年10月4日、東宝） - 谷口紗江子 役
- 恋愛戯曲 私と恋におちてください。（2010年9月25日、ショウゲート） - 泉川京子 役
- ハッピーネガティブマリッジ（エスピーオー） - 秋緒ゆかり 役
  - Part1（2014年3月29日）
  - Part2（2014年4月19日）

### バラエティ
- GIRL POP FACTORY 04（2004年8月9日、フジテレビ） - MC
- 日テレジェニック美女2（2007年4月21日、日テレプラス&サイエンス / 現・日テレプラス）
- 開運音楽堂（2007年7月7日、TBS） - 日テレジェニックの一員として
- 東京迷宮ファイル No.2 奥多摩伝説 彷徨う光（2008年3月26日、フジテレビ）
- めざましテレビ MOTTOいまドキ!（2008年4月 - 2011年3月、フジテレビ）
- ガリレオ物理学研究室特別講義 スプーン曲げ（2007年10月12日、フジテレビ）

### Web公開作品
- 電脳世記マガジンOG 恐怖号 VOL.01（2006年8月10日、OCN） - 巻頭グラビア（OG STUDIO）

### MV
- ミドリカワ書房 「それぞれに真実がある」（2005年10月19日）
- V6 「僕と僕らのあした」（2007年1月31日）
- 詩音 「春夏秋冬」（2008年5月28日）
- Hi-Fi CAMP 「Lost Love Song」（2010年2月24日）
- back number 「花束」（2011年6月22日）[4]
- CODE-V 「世界が敵にまわってもきっと君を守りぬくだろう」（2012年10月10日）

### CM
- ハウス食品 スープカリーの匠（2005年6月 - ） - 北野美弥子 役
- 旭化成（2007年10月 - ） - 谷口紗江子 役[5]
- 日本サブウェイ SUBWAY（2010年3月 - ）[6]
- SONY Cyber - shot W/WXシリーズ DSC-WX5（2010年8月 - ）
- GREE ガンダムマスターズ（2012年1月 - ）
- ロート製薬 薬用メンソレータム リフレアクリームバー（2012年3月 - ）
- DAIHATSU（2012年12月 - ）
- ライオン
  - 企業（2014年2月 - ）
  - 香りとデオドラントのソフラン アロマリッチ（2014年10月 - ）

### 広告
- 千總 振袖カタログイメージ モデル（2006年）
- 建設業労働災害防止協会全国安全週間ポスター（2006年）
- anエリア anウィークリー（2008年5月 - 2009年5月）
- 第29代目 クラリオンガール（2004年7月23日）
- 第10期生 日テレジェニック 2007（2007年4月19日 - 2008年3月）
- 日本ロレアル メイベリン（2013年）

### 書誌
- 聖家族 堀辰雄（2008年11月17日、SDP Bunko） - 表紙 ＋ 巻頭グラビア
- スタ☆ログ ＠me.（2007年3月24日、日本出版販売） - スタ☆ログメンバー 写真集

### 雑誌
- Ray（2008年1月 - 2009年2月、主婦の友社） - 専属モデル

### DVD
- 21世紀の観覧車（2005年3月25日、ジェネオン エンタテインメント） - 映像作品
- あのこがほしい（2005年7月19日、エイベックス マーケティング コミュニケーションズ）
- 原生凛 I（2005年6月24日、スリーコード） - イメージビデオ
- 原生凛 II（2005年6月24日、スリーコード） - イメージビデオ
- 日テレジェニック 2007 葵 berry cute（2007年8月22日、バップ） - イメージビデオ
- 日テレジェニック 2007 Memoires メモワール 葵（2008年2月27日、バップ） - イメージビデオ
- 怨み屋本舗スペシャル 1 家族の闇 モンスター・ファミリー 真実の結末 ノーカット完全版（2008年3月19日、バップ）
- 恋空 スタンダード・エディション（2009年2月4日、TBS）
- 怨み屋本舗スペシャル II マインドコントロールの罠（2009年3月25日、バップ）
- 怨み屋本舗 Reboot（2009年11月20日、東宝）

### デジタル写真+ムービー作品集
- たそがれ（2011年10月15日、平岩亨撮影、ファンプラス・GザテレビジョンPLUS配信）